# STS-74
STS-74 est la quinzième mission de la navette spatiale Atlantis et la quatrième du programme russo-américain Shuttle-Mir. Elle comportait la livraison et l'installation du Mir docking module à la station Mir.

## Équipage
- Commandant : Kenneth D. Cameron (3)  États-Unis
- Pilote : James D. Halsell (2)  États-Unis
- Spécialiste de mission 1 : Jerry L. Ross (5)  États-Unis
- Spécialiste de mission 2 : William S. McArthur, Jr. (2)  États-Unis
- Spécialiste de mission 3 : Chris A. Hadfield (1)  Canada

Le chiffre entre parenthèses indique le nombre de vols spatiaux effectués par l'astronaute au moment de la mission.

## Paramètres de la mission
- Masse :
  - Navette au décollage : 112 358 kg
  - Navette à vide : 92 701 kg
  - Chargement : 6 134 kg
- Périgée : 391 km
- Apogée : 396 km
- Inclinaison : 51,6°
- Période : 92,4 min

### Amarrage à la station Mir
- Début : 15 novembre 1995, 06:27:38 UTC
- Fin : 18 novembre 1995, 08:15:44 UTC
- Temps d'amarrage : 3 jours, 1 heure, 48 minutes, 6 secondes